# Banara vanderbiltii
Banara vanderbiltii là một loài thực vật thuộc họ Salicaceae. Đây là loài đặc hữu của Puerto Rico. Chúng hiện đang bị đe dọa vì mất môi trường sống.